# Guerre de Victorio
Guerres apaches
La guerre de Victorio est un conflit armé entre des Apaches partisans du chef Victorio, les États-Unis et le Mexique qui a débuté en septembre 1879. Après s'être enfui de la réserve indienne des Apaches de San Carlos dans le sud-est de l'Arizona, Victorio a mené une guérilla à travers le Sud-Ouest des États-Unis et le Nord du Mexique. De nombreux affrontements ont eu lieu jusqu'à ce que l'Armée mexicaine tue Victorio et défasse ses guerriers en octobre 1880 lors de la bataille de Tres Castillos. Après la mort de Victorio, le chef Nana a poursuivi la guerre durant l'année 1881. Après la bataille de Cibecue Creek en août 1881, Nana et son groupe ont rejoint Geronimo.